# (6796) Sundsvall
(6796) Sundsvall est un astéroïde de la ceinture principale.

## Description
(6796) Sundsvall est un astéroïde de la ceinture principale. Il fut découvert le 21 mars 1993 à La Silla par le programme UESAC. Il présente une orbite caractérisée par un demi-grand axe de 2,74 UA, une excentricité de 0,06 et une inclinaison de 5,0° par rapport à l'écliptique.

## Compléments